# Анг Нон II
Анг Нон II (кхмер. អង្គនន់, 1739 — август 1779), урожденный Анура или Нон — король Камбоджи (1775—1779). Правил под именем Раматипади IV.
Полное тронное имя — Брхат Бат Самдач Сдач Брхат Раджанкария Брхат Рама Раджадхираджа Парама Павитра Брхат (санскр. Brhat Bat Samdach Sdach Brhat Rajankariya Brhat Rama Rajadhiraja Parama Pavitra Brhat).

## Биография
Родился в 1739 году, был сыном короля Сатхи II и двоюродным братом короля Утая II. В 1772 году сиамцы назначили его губернатором провинции Кампот. При поддержке Сиама взошел на престол после отречения Удаяраджи III в 1775 году. На протяжении всего своего правления противостоял Вьетнаму, он подвергся нападению из Кохинхины, когда сиамцы отвлеклись на свои внутренние раздоры, а его суровое правление настроило против него многих камбоджийцев.
Анг Нон II был утоплен вьетнамскими агентами в августе 1779 года в Пханом Камраенг недалеко от Удонга. Четверо его сыновей были казнены в том же году в крепости Бантайфет по приказу мандарина Моу, губернатора Треанга и будущего регента королевства.